# Helge
Helge är ett mansnamn av nordiskt ursprung, med betydelsen ”helig” eller kanske ursprungligen ”lyckosam”.
Namnet var vanligt i början av 1900-talet, men är nu mycket ovanligt bland de yngsta. Den 31 december 2014 fanns det totalt 10 527 personer i Sverige med namnet Helge, varav 2 224 med det som tilltalsnamn. År 2014 fick 24 pojkar namnet som tilltalsnamn.
Namnsdag i Sverige: 30 september (sedan 1901). I den finlandssvenska namnsdagslängden har Helge namnsdag 31 maj sedan starten 1929, då en egen namnsdagskalender togs i bruk för finlandssvenskar, med undantag av 1950–1972 då namnsdagen var 30 september.

## Andra former av Helge
- Oleg rysk, ukrainsk (Oleh) samt belarusisk (Aleh) form.
- Hegge, en variant

## Personer med namnet Helge
- Helge Adamsson, svensk friidrottare
- Helge Andersson (skådespelare) (1894-1949), svensk skådespelare och pjäsförfattare
- Helge Andersson (konstnär, 1908-1973), svensk konstnär
- Helge Andersson (konstnär, 1913-1988), svensk konstnär
- Helge Andersson (författare), (1923-1997), svensk lokalhistoriker och författare
- Helge Bangsted, dansk författare och nazist
- Helge Berglund, politiker, ordförande i Svenska ishockeyförbundet
- Helge Brilioth, operasångare
- Helge Bäckander, OS-guld i truppgymnastik 1920
- Helge Fossmo, livstidsdömd frikyrkopastor
- Helge Grans, ishockeyspelare
- Helge Gustafsson, gymnast, OS-guld i truppgymnastik 1920
- Helge Hagerman, svensk skådespelare, vissångare, regissör och producent
- Helge Hundingsbane, sagohjälte
- Helge Ingstad, norsk arkeolog
- Helge Jung, svensk överbefälhavare
- Helge Karlsson, svensk skådespelare och teaterledare
- Helge von Koch, svensk matematiker
- Helge Krog, norsk författare
- Helge Kihlberg, svensk dansare och skådespelare
- Helge Larsen, dansk politiker och utbildningsminister
- Helge Larsson, kanotist, OS-brons 1936
- Helge Lindberg (orkesterledare), pianist, kompositör, kapellmästare
- Helge Ljungberg, biskop i Stockholms stift
- Helge Lunde, norsk regissör
- Helge Mauritz, svensk skådespelare och sångare
- Helge Palmcrantz, svensk uppfinnare
- Helge Pahlman, finländsk musiker
- Helge Skoog, svensk skådespelare
- Helge Strömbäck, svensk chef för marinen
- Helge Virkkunen, finländsk sångare
- Helge Zandén, målare och grafiker
- Helge Åkesson (se även Helge Åkessons Bibelöversättning)

### Fiktiva personer med namnet Helge/Hälge
- Helge Bendel, huvudperson i Henning Bergers delvis självbiografiska romansvit Drömlandet (1909), Bendel & Co (1910) och Fata Morgana (1911).[6]
- Helge och Olle, charterresenärer i tv-underhållningsprogrammet Nöjesmassakern från 1985.
- Hälge, tecknad serieälg
- Helge, uggla i barnprogrammet Från A till Ö